# Benjamin Franklin
Benjamin Franklin vagy röviden Ben Franklin  (Boston, Massachusetts, 1706. január 17.. – Philadelphia, Pennsylvania, 1790. április 17.) amerikai polihisztor, államférfi, diplomata, feltaláló, író, természettudós, politikai filozófus, nyomdász. Az USA „alapító atyáinak” egyikeként segített az Egyesült Államok Függetlenségi Nyilatkozatának megszövegezésében, és annak egyik aláírója volt. Az amerikai forradalom idején diplomataként képviselte az Egyesült Államokat Franciaországban, és tárgyalt mind a Franciaországgal kötött szövetségi szerződésről, mind a párizsi békéről, amely véget vetett az amerikai függetlenségi háborúnak. A Philadelphiai Konvent küldötteként segítette az amerikai alkotmány megalkotását.
Philadelphiában megalapította az első önkéntes tűzoltóságokat; Amerika első közkönyvtárát, továbbá a Pennsylvaniai Egyetem egyik társalapítója lett. Tudományos felfedezéseket is tett, köztük a villámhárító feltalálója.

## Életrajza
Egy szegény szappan- és viaszfőző, Josiah Franklin és Abiah Folger tizenkettedik gyermekeként született. Már gyermekkorában kitűntek rendkívüli fizikai és szellemi adottságai. Remekül úszott, ezzel egy időben a természet titkai és a művészi világ is foglalkoztatta. Újítási, teremtési szándéka megmutatkozott egyszerű kísérleteiben, valamint előbb lírai, majd később egyre inkább prózai írásaiban. Az unitárius egyház tagja.
Tizenkét évesen szegődött tanoncként az apja engedélyével a nála kilenc évvel idősebb bátyjához, Jameshez, aki saját nyomdát működtetett. Az itt eltöltött évek alatt alaposan kitanulta a nyomdász szakmát, ami későbbi vállalkozásainak alapja lett. De a tanoncság azt is jelentette, hogy alkalma nyílt rengeteget olvasni, valamint könyvgyűjteményét is gyarapította megspórolt pénzéből. Egy okos trükknek köszönhetően pedig írásai először jelenhettek meg a nyilvánosság előtt, igaz, csakis álnév alatt. Tizenhét évesen, egyetlen holland dollárral a zsebében utazott a pennsylvaniai Philadelphiába.
1728-ban társtulajdonos lett egy nyomdában, és megjelentette a Pennsylvania Gazette és a Poor Richard’s Almanach című folyóiratokat. Szorgalmas és igényes munkájának és körültekintő gazdálkodásának hála fokozatosan fölé került a konkurenciájának, egyre nagyobb haszonnal működött a vállalkozása. A riválisaival ellentétben nem hagyta, hogy az adósságai elnyeljék, mihamarabb rendezte őket. Erre ösztönözte az az erős meggyőződése, miszerint az adósság valójában egyfajta rabszolgaság. Később a postához szegődött, ahol a postaügyi miniszterségig vitte, miközben megreformálta a postaforgalmat.
1743-ban filozófiai társaságot alapított. Létrehozta az első pennsylvaniai tűzoltó-egyesületet, biztosítótársaságot, egyetemet és kórházat. Megalapított egy művelődési kört, amiből később létrehozta az első kölcsönkönyvtárat. Először vezette be az elektromosan pozitív és negatív töltések fogalmát, valamint felfedezte, hogy a villám is elektromos természetű. 1752-ben egy papírsárkány segítségével kísérletet végzett, aminek következtében létrejött a villámhárító.
Franklint a függetlenségi háború után megválasztották Pennsylvania kormányzójának, de fizetést nem fogadott el a szolgálatért. 1757-től 1775-ig Pennsylvania teljhatalmú megbízottjaként volt a gyarmatok képviselője Londonban, Angliában. 1774-ben a Brit Unitárius Egyház alapításakor ő is csatlakozott a gyülekezethez. Hosszú időn át igyekezett megakadályozni a fegyveres összecsapást a gyarmatok és az anyaország között, s az ő feladata volt segítséget kérni Franciaországtól a forradalom támogatására. 1776-ban kezdeményezte az amerikai függetlenségi nyilatkozatot. Anglia után Franciaországba ment, és elérte a katonai szövetség létrehozását Franciaországgal. Ezzel a függetlenségi háború fordulatot vett, és az 1783-as békeszerződésben Anglia elismerte az Amerikai Egyesült Államok függetlenségét.

## Találmányai és tudományos vizsgálódásai
Franklin tehetséges fizikus és feltaláló volt. Feltalálta többek között a villámhárítót, az üvegharmonikát, a Franklin-kályhát, a bifokális szemüveglencsét és a rugalmas katétert. Bár nem védjegyeztette egyik találmányát sem, mindig támogatta a fejlesztők és szerzők jogait.
1743-ban megalapította az Amerikai Filozófiai Társaságot (American Philosophical Society), hogy a tudományos élet képviselői lehetőséget kapjanak a találmányaik megvitatására. Elektromos kutatásokba kezdett, s életének további részében más egyéb tudományos vizsgálatok, politikai küzdelmek és a pénzkeresés mellett ezzel a kutatással foglalkozott.

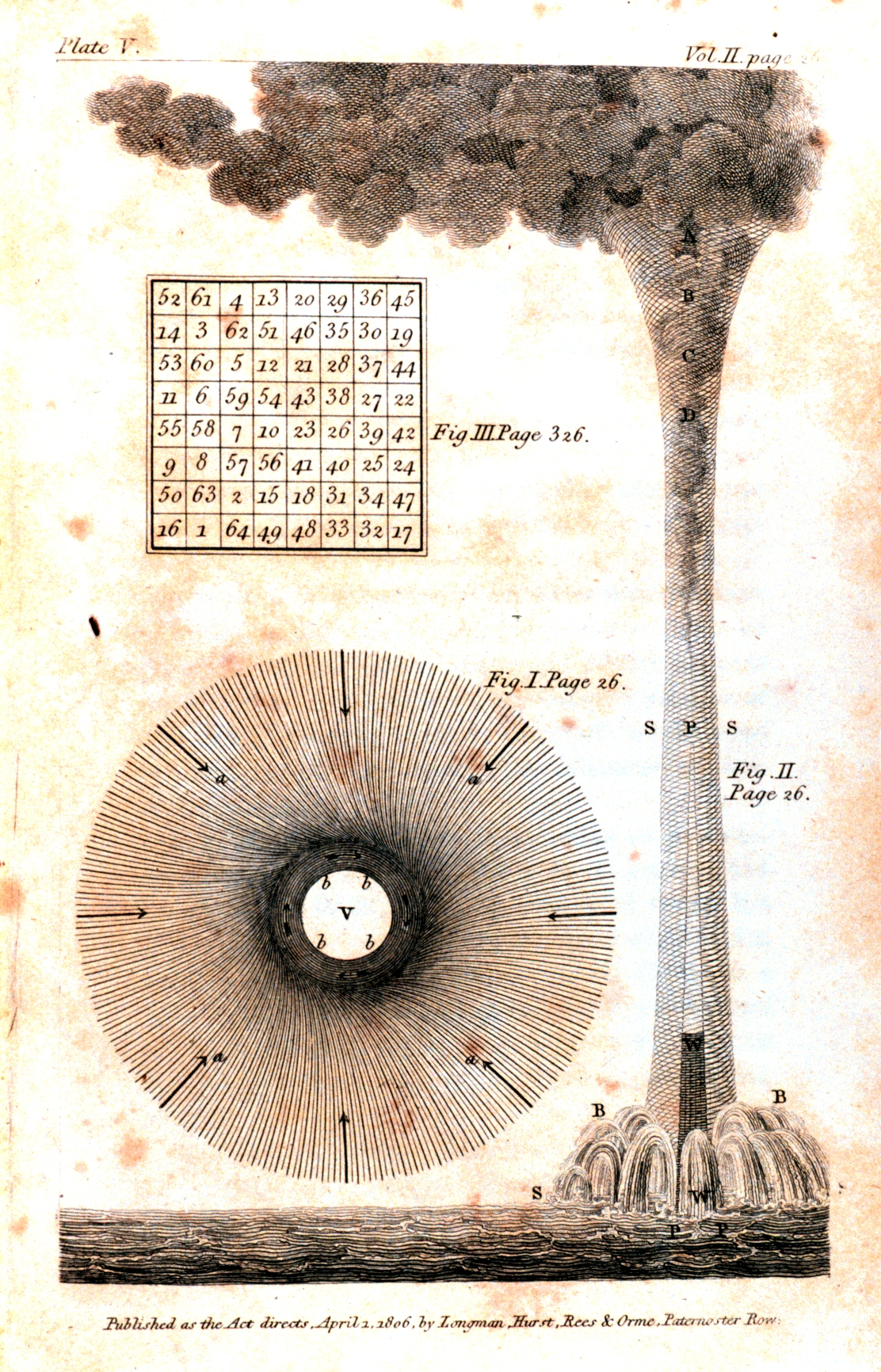
Illusztráció Franklin jegyzeteiből a víztölcsérrel és forgószéllel kapcsolatosan

Nyomdászi munkájából 1748-ban nyugalomba vonult, s folytatásként más üzletekbe kezdett. Társult David Hall-lal, s a társulásuk tizennyolc évig az üzlet bevételének a felét jelentette számára. A jövedelmező üzleti megállapodás tette lehetővé azt is, hogy ideje legyen a tanulásra, így néhány éven belül olyan felfedezéseket tett, amikkel hírnevet szerzett magának a tanult emberek között Európa-szerte.
Vizsgálta többek között az elektromosságot. Ő vezette be a pozitív és negatív elnevezést és ő fedezte fel a a töltésmegmaradás törvényét. 1750-ben publikálta javaslatát egy kísérletre, mely igazolja azt, hogy a villám elektromosság. Ebben egy papírsárkány feleresztését javasolta olyan viharban, amelyben várhatóan a továbbiakban villámlani fog. 1752. május 10-én Thomas-François Dalibard Franciaországban végrehajtotta Franklin kísérletét 40 láb magas vasrudat használva sárkány helyett, és elektromos szikrákat hozott létre a felhőkből. Franklin június 15-én hajtotta végre híres sárkányos kísérletét Philadelphiában és szintén sikeresen hozott létre szikrákat egy felhőből (nem tudva arról, hogy Dalibard 36 nappal korábban ezt megtette). Franklin kísérletét csak 1767-ben jegyezte le Joseph Priestley Az elektromosság története és jelen állapota (History and Present Status of Electricity) című művében. Franklin a kísérlet során gondosan el volt szigetelve a sárkánytól, mások viszont, mint például Georg Wilhelm Richmann Szentpéterváron, halálos áramütést szenvedtek, miközben a kísérlet megismétlésével próbálkoztak az eredeti kísérlet utáni hónapokban.
Franklin elektromos kísérletei vezettek a villámhárító feltalálásához. Észrevette, hogy a hegyes végű vezetők képesek csendesen levezetni a kisülést, méghozzá jóval távolabbi helyen is. Úgy vélte, hogy ez a tudás hasznos lehet, ha a házakat meg akarjuk védeni a villámoktól. Miután egy sor kísérletet elvégzett a saját házánál, a jelenlegi Pennsylvániai Egyetemen (University of Pennsylvania) és a későbbi Independence Hallban állított fel villámhárítókat 1752-ben.
Az elektromossággal kapcsolatos munkáinak elismeréseképpen 1753-ban a Királyi Társulat Copley-érmét kapta meg, és 1756-ban ő lett annak a néhány 18. századi amerikainak az egyike, akit taggá választottak. Az elektromos töltés cgs-egységét az ő tiszteletére nevezték el franklinnek (Fr).
1743. október 21-én egy északkeleti vihar meghiúsította Franklin számára egy holdfogyatkozás megfigyelését. Fiútestvérével levelezve Franklin megtudta, hogy a vihar nem érte el Bostont, csak a fogyatkozás után, jóllehet Boston északkeletre van Philadelphiától. Ebből arra következtetett, hogy a viharok nem mindig abba az irányba haladnak, amelybe a fő szélirány mutat, ennek a megállapításnak komoly befolyása volt a meteorológiára.
Franklin felfedezte a hűtés egyik alapelvét egy nagyon meleg napon tett megfigyelésével: szellőben nedves ruhában hűvösebb maradt a bőre, mint szárazban. Hogy megértse ezt a jelenséget, Franklin kísérleteket végzett. Egy 1758-as meleg napon Cambridge-ben (Angliában) Franklin és tudós társa John Hadley egy higanyhőmérő gömbjét folyamatosan nedvesítették éterrel és fújtatót használtak az éter elpárologtatására. Minden egymást követő párolgás során a hőmérő alacsonyabb értéket mutatott, végül elérték a -14 °C-ot. Másik hőmérő mutatta, hogy a szoba hőmérséklete állandó 18 °C volt. Hűtés párologtatással (Cooling by Evaporation) című levelében Franklin megállapította, hogy “látható a lehetőség, hogy egy embert halálra fagyasszunk egy meleg nyári napon." Minden évben a fagyasztóipar Franklin-érmet ad ki ennek a megfigyelésnek a tiszteletére.
1769-ben vagy 1770-ben postamesterként észrevette, hogy egyes Európából érkező postahajók két héttel korábban érkeznek meg Új-Angliába, ha a hosszabb, déli útvonalat választják. Franklin megemlítette ezt a dilemmát unokatestvérének, Timothy Folgernek, aki Nantucketben volt tengeri hajóskapitány. Folger elmondta Franklinnak, hogy létezik egy erős tengeráramlat, ami az északabbra haladó hajókat akadályozza a nyugat felé tartó útjukban. A bálnavadász hajók legénysége jól ismerte ezt a jelenséget, és ki is használták, mivel gyakran vadásztak bálnákra az áramlás határain. A bálnavadászok gyakran találkoztak a nyugat felé postát szállító hajókkal, akiknek elmondták, hogy könnyebb útjuk lenne, ha elkerülnék az áramlást, és délebbre vennék az irányt. Az angol kapitányok azonban nem fogadták meg egyszerű amerikai halászhajók legénységének tanácsait, és tovább folytatták útjukat az áramlattal szemben vezető lassabb útvonalon. Itt, ha gyenge volt a hátszél, a hajók visszafelé haladtak! Folger felvázolt Franklinnak egy térképet, amin feltüntette az áramlást, amit érdemes volt elkerülniük az Európából Amerika felé tartó hajóknak. Franklin több más hajóskapitányt is kikérdezett az áramlás mozgásáról. Arra a következtetésre jutott, hogy létezik egy jelentős tengeri áramlat, ami az Egyesült Államok keleti partjai mentén észak felé halad, majd keletre fordul az Atlanti-óceán északi felén. Megállapította, hogy ez az áramlat okozza a nyugat felé ezen a földrajzi szélességen haladó hajók lassulását, ugyanakkor segíti a kelet felé tartó hajókat. Megmérte az áramlatban a víz hőmérsékletét és 1777-ben térképet adott ki, amin ezt az áramlatot feltüntette. Az áramlat később a Golf-áramlat nevet kapta a kiindulási helye alapján.
A nyári időszámítás bevezetését is ő javasolta először, még 1784-ben. A tudós az „Egy gazdaságos tervezet” című esszéjében próbált megoldást találni arra a problémára, hogy évszakonként változik a sötét és világos órák száma.
Foglalkoztatta a népnevelés ügye, nem véletlen, hogy az Amerikai Egyesült Államokban nevéhez fűződik az első kölcsönkönyvtár megalapítása. Az ingyenes iskoláztatásnak és a nők oktatásának elkötelezett híve volt. Felismerte az iskolai önképzőkörök fontosságát és az élő idegen nyelvek szerepét.

## Emlékezete

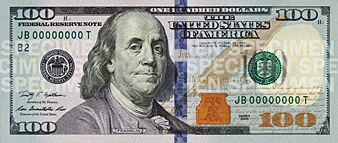
Arcképe a százdollároson

Arcképe díszíti 1914 óta az összes amerikai 100 dolláros bank- és államjegyet.

## A sakkozó Franklin
Önéletrajza alapján 1733-ban már sakkjátszmákat váltott. E dátum szerint az ismert amerikai írásos dokumentumok alapján jelenleg ő a legrégebbi amerikai sakkozó. A Columbian magazin 1786. decemberi számában megjelent „The Morals of Chess” című esszéje a második legrégebbi ismert írott amerikai anyag, amely a sakkal foglalkozik.
Diplomata évei alatt Franklin gyakran játszott erős sakkozókkal Angliában az Old Slaughter's Coffee House-ban, és Franciaországban a máig nevezetes Café de la Régence-ben, a legerősebb francia sakkozók törzshelyén. Játszmája sajnos nem maradt fenn, így játékereje nem ismert.
1999-ben beválasztották a World Chess Hall of Fame (Sakkhírességek Csarnoka) tagjai közé.

## Művei

### Számadása életéről
(részlet)

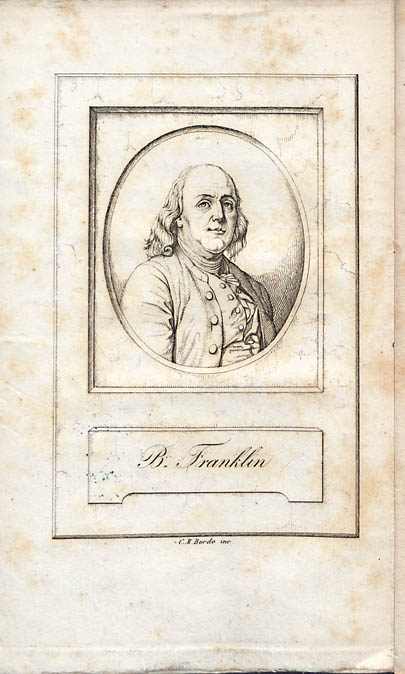
Franklin, 1825

Úgy kívántam élni, hogy ne vétsek soha, s legyőzzem a természeti hajlam, szokás és társaság kísértéseit. Mivel tudtam, vagy legalább azt hittem: tudom mi jó s mi rossz, elgondolkodtam miért is ne cselekedhetném mindig az egyiket és miért ne kerülhetném el a másikat messzi. Azonban hamarosan látnom kellett, hogy nagy fába vágtam a fejszémet. Míg minden igyekezetemmel egyik hibámat tartottam szemmel, észrevétlen becsusszant a másik; a szokás rajtaütött a figyelmetlenségen; a hajlandóság néha erősebbnek bizonyult a meggondolásnál. Végül megbizonyosodtam afelől, hogy magammal kötött elvi megállapodásom, mely szerint az erkölcsösség egybevág legszemélyesebb érdekeimmel, nem elegendő ballépéseim megakadályozására; megcsontosodott rossz szokásokat kell letörnöm, majd jókat megszereznem és elplántálnom, mielőtt viselkedésem egyenletes helyességében megbízhatnék. E célból a következő módszert dolgoztam ki.
Tizenhárom erény címszavába gyűjtöttem mindazt, amit magam elé mint szükségest vagy kívánatost tűztem, majd minden címszóhoz mellékeltem egy rövid utasítást az erény mibenlétéről. Az erény címszavai s a hozzá fűzött címszavak így hangzottak:
- 1. MÉRTÉKLETESSÉG

Ne egyél a tunyulásig, ne igyál a részegségig.
- 2. CSÖND

Csak úgy szólj, ha a magad vagy mások javát szolgálod; kerüld a fecsegést.
- 3. REND

Legyen meg minden holmid helye; legyen meg minden tevékenységed ideje.
- 4. HATÁROZOTTSÁG

Határozz mit kell tenned; hiánytalanul tedd meg, amit elhatároztál.
- 5. TAKARÉKOSSÁG

Csak úgy költekezz, ha mások vagy a magad javát szolgálod; ne pocsékolj.
- 6. SZORGALOM

Ne veszíts időt; hasznos dolgon munkálkodj mindig; mellőzz minden fölös tevékenységet.
- 7. ŐSZINTESÉG

Bántó módon senkit félre ne vezess; jámboran s méltányosan gondolkodj, s ha szólsz, ekképpen szóljál.
- 8. IGAZSÁG

Senkit igaztalanul meg ne sérts; iránta való kötelességed el ne mulaszd.
- 9. MÉRSÉKLET

Kerüld a végleteket; de légy türelmes a legvégső határig azok iránt, akik megsértenek.
- 10. TISZTASÁG

Ne tűrd sem tested, sem ruhád, sem környezeted tisztátalanságát.
- 11. NYUGALOM

Állj ellent az apró bosszúságnak; a hétköznapi és elkerülhetetlen hibák ne zavarjanak.
- 12. MAKULÁTLANSÁG

Ritkán élj a kéjjel; céljának egészségedet vagy a nemzést tekintsd; csömörig, erőd fogytáig, mások vagy magad békéjének, jóhírének rovására ne űzd.
- 13. ALÁZAT

Kövesd Jézust és Szókratészt
Lévén szándékom mindezen erényekből életmódot formálni, úgy véltem, nem volna tanácsos, ha figyelmemet egyszerre osztom meg valamennyi között, hanem egyenként építem őket életembe; s mikor az egyik már véremmé vált, akkor térek a másikra, és így haladok tovább, míg végére nem járok mind a tizenháromnak. Minthogy pedig némely erények előbbi elsajátítása könnyítheti dolgomat a továbbiakban, e célszerűségi sorrend szem előtt tartásával formuláztam meg az erények lajstromát.
Elsőül állítottam a Mértékletesség-et, mert az elmében hűvös tisztaságot teremt, mely oly fontos, ha résen kell állnunk megcsontosodott szokásaink szüntelen vonzása és az örökös kísértések ellenében. Emez erény teljes birtokában könnyebb megfelelni a Csönd parancsolatának. Vágyam az volt, hogy tudásom is gyarapodjék, míg erényeimet öregbítem, és meggondolván, hogy a beszélgetések során több tudományra tehet szert az ember a füle, mint a nyelve útján: igyekeztem tehát letenni a fecsegés, szójátékfaragás, tréfálkozás szokásáról, mely csak a semmirevaló társaság előtt kedves, épp ezért az erények sorában második helyre a Csönd-et tűztem. Ettől, s a soron következő Rend-től reméltem, hogy több időt biztosítanak mind erénytervezetem valóra váltásához, mind tanulmányaimhoz. Ha pedig a Határozottság egyszer véremmé válik, megerősíti majd akaratomat a további erények birtokba vételéhez; Takarékosság és Szorgalom megszabadít megmaradt adósságaimtól, majd jóléthez és anyagi függetlenséghez segítvén megkönnyíti az Őszinteség és Igazság gyakorlását, etc., etc.
Majd eszembe vettem, hogy Püthagorasznak az Arany Versek-ben adott tanácsához híven önvizsgálat volna szükséges naponként; ehhez pedig a következő rendszert dolgoztam ki. Kötöttem egy kis könyvet, melyben minden erénynek külön lapot nyitottam. A lapokra hét-hét hosszanti vonalat húztam, megjelölvén mindeniket egy-egy erény kezdőbetűjével. E keresztvonal mentén, a hét megfelelő napjánál kis fekete ponttal jelölhettem, milyen hibát találtam a napi önvizsgálat során.
Úgy határoztam, hogy egyheti szigorú figyelmet szentelek minden soron következő erénynek. Ilyenformán az első héten legfőbb gondom az volt, hogy legcsekélyebbet se vétsem a Mértékletesség ellen, a többi erényt pedig sorsára bíztam, csupán a táblázaton jelöltem esténként a nap egyéb vétkeit. Az első héten sikerült is tisztán tartanom első soromat, melyet az M betű jelölt, s föltehettem, hogy az erény immár szokássá erősödött bennem; megkíséreltem tehát figyelmemet a második erényre terelni, hogy a következő héten már a két első sorom tisztán álljon. Ily módon járván az erények végére, egy tanfolyamot tizenhárom hét alatt fejeztem be, s minden évben négy tanfolyamra jutott idő. S miként a kertész sem esik a gyomlálásnak kertszerte, mert erejéből nem telnék minden dudvára-gazra, hanem sorra veszi az ágyásokat, hasonlóképpen reméltem bátorítást és erőt a lapok fokozatos megtisztulásától az erényekben való öregbedésemhez, míg majd néhány tanfolyam után boldogan lapozgathatok makulátlan könyvemben naponkénti önvizsgálataim során.
“… a beszélgetés legfőbb célja mégis, hogy tudassunk vagy tudomást szerezzünk, továbbá, hogy szórakoztassunk és meggyőzzünk. Ilyenformán óhajom az, bárha a jó szándékú, eszes emberek ne veszítenének jó szándékaik erejéből azáltal, hogy támadó határozottsággal formuláznak, mert csak utálatot gyűjtenek fejükre, ellenséget szereznek és tulajdon beszédük végső értelme ellen fordulnak, azaz sem szórakoztatók nem lesznek, sem új tudomásokkal nem szolgálnak.
Mert ha kioktatás volt is a cél, a kifejtés módjának feltétlensége viszályt szül, és gátlója a figyelmes meghallgattatásnak is. Ha pedig okulást kívánsz mások tudományán, mégis szilárd véleményedet hangoztatod, az olyan szerény és értelmes emberek, akik a vitáért nem lelkesülnek, meghagynak tévedésedben békével.” (Benjamin Franklin)

## Magyarul megjelent művei

### 1950-ig
- Szerencse útja vagy életbölcsesség. Franklin nyomán a nép számára kidolgozta F. Farkas Ferenc; Trattner-Károlyi Ny., Buda-Pest, 1844 (Népszerű könyvtár)
- Franklin az öreg Rikhárd neve alatt. A' jámbor Rikhárd tudománya, vagyis a' vagyonosságra és az adófizetés könnyítő módjára vezető út; ford. Szilágyi Lajos; Tichy Ny., Nagyvárad, 1848
- A gazdagodás útja; ford. Láng Mihály; Franklin, Bp., 1914 (Olcsó könyvtár)
- Franklin Benjámin önéletrajza; ford. Wildner Ödön; Rózsavölgyi, Bp., 1921
- Franklin Benjámin önéletrajza; ford. Pruzsinszky Pál; Franklin, Bp., 1921

### 1950-től
- Benjamin Franklin számadása életéről; ford., utószó, jegyz. Bartos Tibor; Európa, Bp., 1961 (Világirodalmi kiskönyvtár)
- Az erény művészete; szerk. George L. Rogers, ford. Hegedűs Péter; Bagolyvár, Bp., 2004